# (159826) Knapp
(159826) Knapp est un astéroïde de la ceinture principale.

## Description
(159826) Knapp est un astéroïde de la ceinture principale. Il fut découvert le 26 septembre 2003 à l'observatoire d'Apache Point par le programme Sloan Digital Sky Survey. Il présente une orbite caractérisée par un demi-grand axe de 3,07 UA, une excentricité de 0,13 et une inclinaison de 7,7° par rapport à l'écliptique.

## Compléments